# Харолд Олден
Харолд Ли Олден (енгл. Harold Alden; Чикаго, 10. јануар 1890 — Шарлотсвил, 3. фебруар 1964) је био амерички астроном. 

## Рана младост и образовање
Харолд Ли Олден је рођен у Чикагу у Илиноју. Стекао је диплому основних студија на Витон колеџу у Илиноју 1912. године, а диплому мастер студија на Универзитету у Чикагу 1913. године. У периоду од 1912. до 1913. године је био асистент на програму фотографске фонометрије Јеркс опсерваторије. Стекао је докторат 1917. године на Универзитету у Вирџинији.

## Професионални живот
Радио је двадесет година у Јејловој опсерваторији у Јужној Африци пре но што се вратио на универзитет у Вирџинији. Познат је углавном по мерењу звезданог паралакса, правилног кретања звезда и дугорочно променљивих звезда. Кратер Олден на даљој страни Месеца је именован у његову част. Вратио се на Универзитет у Вирџинији 1945. године, где је преузео звање професора астрономије, шефа катедре за астрономију и директора Лендер МекКормик опсерваторије. Године 1951. је постао потпредседник области Де ове асоцијације. Затим, од 1952. године до 1955. је био председник Комисије 24, која се бавила звезданим паралаксом и била је огранак Интернационалне астрономске уније.

## Касније године
Олден се пензионисао на Универзитету у Вирџинији 30. јуна 1960. године, и тада је постао почасни професор у част 26 година рада као колега, инструктор, асистент, сарадник и професор на пољу астрономије. Умро је у Шарлотсвилу 3. фебруара 1964. године. Надживели су га његова супруга Милдред, троје деце и једанаесторо унучади.